# Barroças e Taias
Barroças e Taias es una freguesia portuguesa del concelho de Monção, con 2,46 km² de superficie y 357 habitantes (2001). Su densidad de población es de 145,1 hab/km².